# Tjeckoslovakien
Tjeckoslovakien, även benämnt under parallellformen Tjeckoslovakiet, var en stat som existerade i Centraleuropa först mellan 1918 och 1939 och sedan mellan 1945 och 1993, varefter den delades i de båda staterna Tjeckien och Slovakien. Före första världskriget var Tjeckoslovakien en del av Österrike-Ungern och blev självständigt 1918 efter Österrike-Ungerns sammanbrott strax efter krigsslutet. Den första republiken under president Masaryk präglades av interna motsättningar och som en direkt följd av Münchenavtalet 1938 mellan Storbritannien och Nazityskland gick landet under när det ockuperades 1939.
Efter andra världskriget tog det tjeckoslovakiska kommunistpartiet makten under kuppliknande former 1948. Kommunisterna förde en politik inspirerad av Stalins Sovjetunionen och upprättade arbetsläger och fängslade oppositionen. I början av 1960-talet hade Tjeckoslovakien hamnat i ekonomisk kris och det uppstod åter en opposition. En reformvänlig fraktion av kommunistpartiet försökte genomföra måttliga reformer under Pragvåren 1968 men dessa försök slogs ned genom en militär invasion från grannländerna. Därefter skedde en period av "normalisering" när kommunistpartiet slog ned på all opposition. En försiktig opposition kom ändå till stånd runt Charta 77 från och med slutet av 1970-talet. Till följd av de politiska förändringarna i Östeuropa blev oppositionen allt högljuddare och 1989 tvingades den kommunistiska regeringen att avgå. De politiska och ekonomiska förutsättningarna saknades dock för att hålla ihop landet och den 1 januari 1993 bildades de självständiga staterna Tjeckien och Slovakien.

## Historia

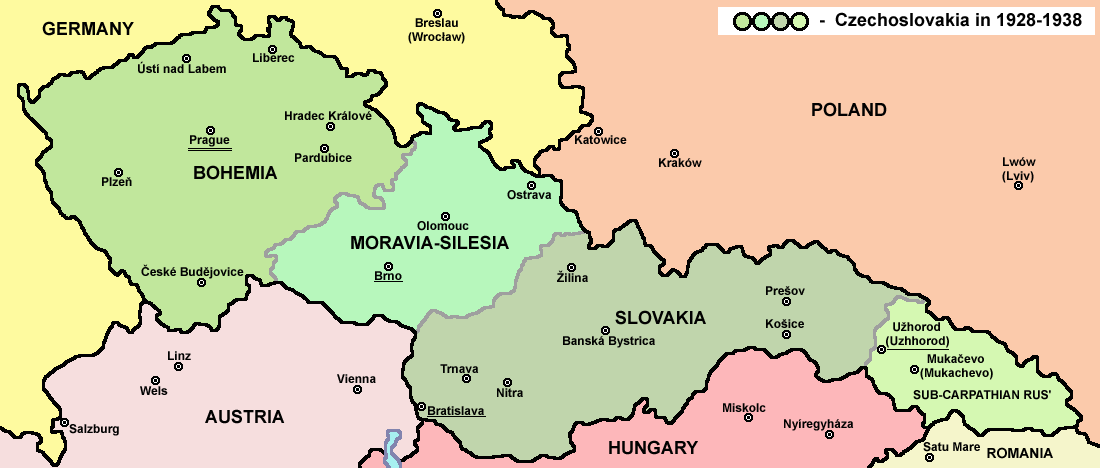
Karta över Tjeckoslovakien, med provinser, åren 1928–1938.

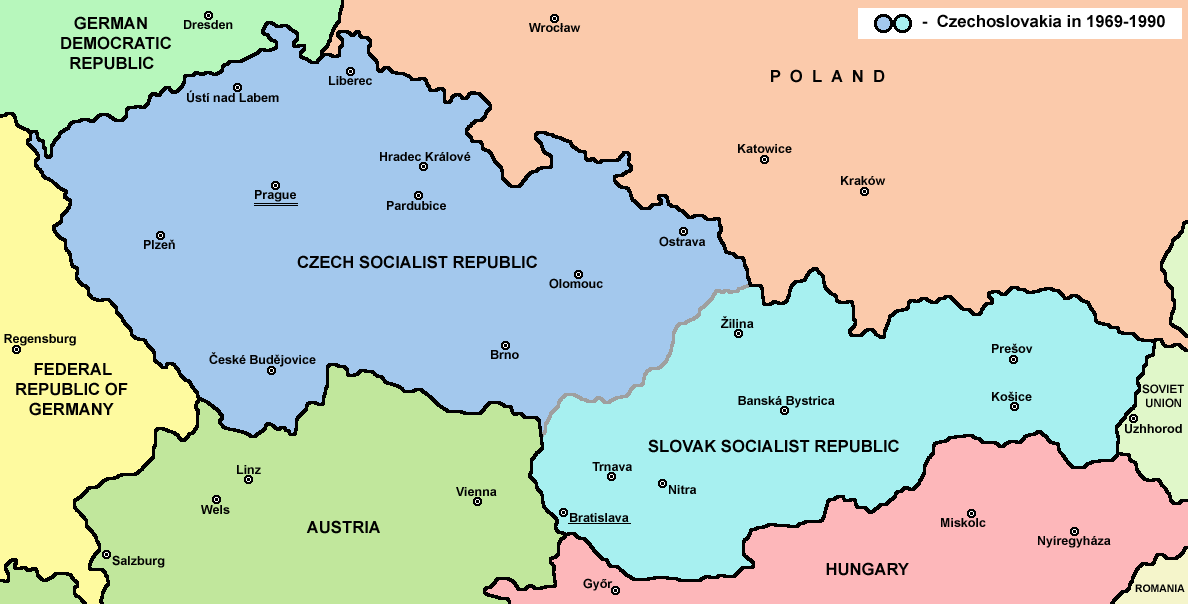
Karta över Tjeckoslovakien 1969–1990.

Efter första världskriget och kejsardömet Österrike-Ungerns upplösning bildades Tjeckoslovakien av Böhmen tillsammans med Mähren, Slovakien och Karpato-Rutenien (det sistnämnda området gick förlorat till Sovjetunionen efter andra världskriget) med Tomáš Masaryk som förste president. Trots amerikanske presidenten Woodrow Wilsons tal om varje folks rätt till nationellt självbestämmande fick Tjeckoslovakien stora etniska motsättningar - den tyskspråkiga minoriteten (sudettyskarna) var i antal större än den slovakiska folkgruppen.
Under 1930-talet blev kraven på autonomi för de tyskspråkiga allt högre och detta kunde Hitler utnyttja för att slutligen krossa den tjeckoslovakiska staten. Nazityskland ockuperade de tjeckiska delarna av landet medan Polen och Ungern ockuperar delar av Slovakien. Sedermera gavs Slovakien en viss självständighet.
Efter krigsslutet fördrevs miljoner tyskspråkiga från Tjeckoslovakien. Inrikespolitiskt var kommunistpartiet bäst organiserat och efter att de borgerliga partierna avgick från regeringen kunde kommunisterna ta makten genom den så kallade Pragkuppen i februari 1948. Kommunisterna förde en repressiv politik fram till mitten av 1960-talet. I början av 1968 infördes vissa lättnader, bland annat avskaffades presscensuren men det var aldrig tal om att införa ett flerpartisystem. Pragvåren avbröts i augusti 1968 av en invasion från Warszawapakten. De följande åren skedde vad som kallades normalisering. Den 1 januari 1969 blev Tjeckoslovakien en förbundsrepublik med de två delarna Tjeckien och Slovakien.
I slutet av 1970-talet bildades Charta 77 för att dokumentera övergrepp mot de mänskliga rättigheterna. I samband med att Sovjetunionen släppte greppet om länderna i Östeuropa föll regimerna i land efter land och i november 1989 utsågs regimkritikern Václav Havel till president efter den så kallade Sammetsrevolutionen.
Slovakerna ville ha ökad autonomi och kraven på detta ledde till att landet helt fredligt delades i de två nuvarande länderna Tjeckien och Slovakien från och med den 1 januari 1993.

## Geografi
Tjeckoslovakiens yta uppgick till 127 905 kvadratkilometer. Både topografiskt och historiskt indelades landet i tre delar: Böhmen, Mähren och Slovakien. Böhmen bestod av fem administrativa områden (kraje): Západočeský (Västra Böhmen), Severočeský (Norra Böhmen), Jihočeský (Södra Böhmen), Východočeský (Östra Böhmen) samt Středočeský (Centrala Böhmen). Mähren bestod av två administrativa områden: Severomoravský (Norra Mähren) och Jihomoravský (Södra Mähren). Slovakien bestod av tre administrativa områden: Západoslovenský (Västra Slovakien), Středoslovenský (Centrala Slovakien) och Východoslovenský (Östra Slovakien). Kraje indelades vidare i okresy, motsvarande kommuner.
Böhmen i väster och Slovakien i öster tillhör olika avrinningsområden. Den nederbörd som faller i Böhmen rinner ut i Nordsjön via Moldau och Elbe. Kullarna och de låga bergen ingår i ett centraleuropeiskt uppland som sträcker sig från södra Belgien, genom södra Tyskland och in i Mähren och som i vissa sammanhang kallas herkyniska skogen. Mähren är ett övergångsområde där den mesta av nederbörden rinner ut i Donau men nederbörden i den norra delen rinner ut via Oder. Det mesta av nederbörden över Slovakien rinner ut i Donau och bergen i Slovakien tillhör Karpaterna vilka sträcker sig österut och söderut in i Rumänien.

### Klimat
Tjeckoslovakien hade ett typiskt centraleuropeiskt klimat. Vintrarna var kalla och fuktiga och bergen var snötäckta från början av november till april. På lägre höjd var det ovanligt med mer än 15 centimeter snötäcke. Somrarna var varma och torra med vissa inslag av kraftiga regn. Klimatet kännetecknades av västliga vindar, något svagare på sommaren än på vintern.
Medeltemperaturen i Prag och närliggande städer i Böhmen och Mähren varierade mellan 1 °C i januari och 19 °C i juli. I landets östra delar var variationerna större. På högre höjder var de genomsnittliga temperaturerna lägre. Nederbörden varierade stort mellan slättområdena och bergsområdena. Delar av västra Böhmen hade endast 400 mm nederbörd per år medan exempelvis delar av Tatrabergen hade en genomsnittlig nederbörd på 2 000 mm. Den genomsnittliga nederbörden i närheten av Prag var 480 mm.

## Statsskick och politik
Enligt konstitutionen från 1960 var den Tjeckoslovakiska socialistiska republiken en federal stat med två jämbördiga nationer, den Tjeckiska Socialistiska Republiken och den Slovakiska Socialistiska Republiken. Varje delrepublik hade sin egen regering med säte i Prag respektive i Bratislava.

### Tjeckoslovakiens kommunistparti
Tjeckoslovakiens kommunistparti grundades 1921. Under andra världskriget flydde många av dess högsta företrädare till Sovjetunionen. Efter andra världskriget kom kommunistpartiet in i regeringen och dess partiledare blev premiärminister. Formellt sett ingick kommunistpartiet i en enhetsfront tillsammans med fem andra politiska partier, Nationella fronten, men i praktiken hade kommunistpartiet monopol på den politiska makten.
Partiet var organiserat i enlighet med en princip som kallas demokratisk centralism. Partiets högsta beslutande organ var partikongressen som möttes var femte år. Mellan partikongresserna var det partiets centralkommitté som fattade de avgörande besluten. I praktiken var det centralkommitténs presidium som fattade de egentliga besluten som centralkommittén och partikongressen sedan godkände.

### Regering
Den verkställande makten bestod av presidenten, premiärministern, vice premiärministrar samt ministrar. Enligt konstitutionen valdes presidenten var femte år av parlamentet, Nationalförsamlingen, och dennes mandatperiod var fem år. I praktiken valdes presidenten av Tjeckoslovakiens kommunistparti och Nationalförsamlingens omröstning var endast en formalitet. Till presidentens uppgifter hörde att representera Tjeckoslovakien inför omvärlden, sammankalla Nationalförsamlingen och underteckna lagar. Till presidentens befogenheter hörde att utse premiärministern samt att vara överbefälhavare. Det fanns ingen vicepresident; vid presidentens frånfälle övertogs dennes befogenheter av premiärministern.
Regeringen bestod av premiärministern, ett antal vice premiärministrar (10 stycken 1987) samt ett antal ministrar. Dessa utsågs formellt sett av presidenten, i praktiken valdes de av Tjeckoslovakiens kommunistpartis centralkommitté. I augusti 1986 fanns det tretton ministerier med olika ansvarsområden. Dessa ministerier motsvarades av parallella organ inom kommunistpartiet där policybeslut fattades; ministeriernas uppgift var att genomföra det som kommunistpartiet beslutat.
Nationalförsamlingen var indelad i två kammare, folkkammaren och nationskammaren. Folkkammaren valdes proportionellt och bestod 1986 av 134 ledamöter från Tjeckiska Socialistiska Republiken och 66 ledamöter från Slovakiska Socialistiska Republiken. Nationskammaren bestod av 150 ledamöter, 75 från varje delrepublik. Lagstiftning måste godkännas av båda kammare, i vissa fall krävdes en majoritet av de tjeckiska och slovakiska ledamöterna i nationskammaren. Enligt konstitutionen hade nationalförsamlingen en vidsträckt makt över Tjeckoslovakien men i praktiken var dess funktion att godkänna de beslut som tidigare fattats av kommunistpartiet.

### Valsystem
I juli 1971 ändrades vallagen så att allmänna val hölls var femte år. Vid de allmänna valen hade medborgarna möjlighet att godkänna de kandidater som den Nationella fronten (Tjeckoslovakiens kommunistparti och dess satellitpartier) hade godkänt. I vallokalen hade den röstande möjlighet att stryka över de kandidater som den röstande inte godkände. Enligt de officiella resultatet av de allmänna valen i november 1971 deltog 99,5 procent av väljarna och av dessa godkände 99,8 procent kandidaterna. De allmänna valen i maj 1986 hade enligt officiella uppgifter ett valdeltagande på 99,4 procent och 99,9 procent av väljarna röstade på den Nationella frontens kandidater.

## Försvar
Tjeckoslovakiens försvar bestod 1987 av 201 000 personer, av vilka 145 000 tjänstgjorde i armén. Den tjeckoslovakiska armén bestod 1987 av fem pansardivisioner, fem motoriserade infanteridivisioner, ett luftburet regemente, sex ingenjörsbrigader och tre luftvärnsbrigader. En av pansardivisionerna hade full styrka (cirka 11 000 officerare och manskap) och tre av de motoriserade infanteridivisionerna hade full styrka (cirka 14 000 officerare och manskap).
De motoriserade infanteridivisionerna hade envar 266 stridsvagnar medan pansardivisionerna hade envar 335 stridsvagnar. Den tjeckoslovakiska armén hade 1987 3 000 stridsvagnar av modell T-54 och T-55. Armén hade även 500 stridsvagnar av modell T-72.
Det tjeckoslovakiska flygvapnet hade 1987 465 stridsflygplan och 40 bepansrade helikoptrar. De fyra regementena med attackflygplan bestod av 50 stycken Su-7BM, 40 stycken MiG-23M, 30 stycken MiG-21 samt 25 Su-25. Sex regementen med jaktflygplan bestod av 275 stycken MiG-21, MiG-21U och MiG-23.
I Tjeckoslovakien fanns det också sedan 1968 en sovjetisk militär styrka. Denna motsvarade 1987 fem divisioner, närmare bestämt av två pansardivisioner, tre robotbrigader, en artilleribrigad och en stridsflygbrigad. Manskapet uppgick till 85 000 man och dess högkvarter låg i Milovice, nordöst om Prag.

## Religion
Efter andra världskriget fanns det en mångfald av religiösa grupper verksamma i Tjeckoslovakien, däribland katoliker, uniater, bömiska bröderna, lutheraner, kalvinister, ortodoxa, husiter, gammalkatoliker och judendom. 1948 var två av tre medborgare romerska katoliker men en stor minoritet var protestanter: böhmiska bröder i Böhmen och Mähren, lutheraner i Slovakien och kalvinister bland ungrarna. Sex procent av befolkningen hade ingen särskild religiös tro.
1987 saknades det tillförlitlig statistik över befolkningens religiösa preferenser. Enligt uppskattningar kunde halva befolkningen antas vara romerska katoliker. Den andel av befolkningen som inte hade någon särskild religiös tro hade ökat under den socialistiska eran. Enligt en undersökning från norra Mähren under 1960-talet sade sig 30 procent av de tillfrågade vara ateister. En undersökning i slutet av 1960-talet från Slovakien visade att 14 procent av de tillfrågade uppgav sig vara ateister. Hur man svarade i undersökningarna berodde på den tillfrågades sociala bakgrund; nio tiondelar av lantarbetarna och tre fjärdedelar av industriarbetare uppgav sig vara troende.
Den tjeckoslovakiska konstitutionen garanterade trosfrihet för medborgarna men i praktisk politik förhindrades medborgarna att utöva denna. Den som öppet utövade sin religiösa tro kunde få problem på arbetsplatsen eller svårt att få sina barn antagna till gymnasium eller universitet.

## Demografi

### Befolkning
Enligt data som publicerades av den tjeckoslovakiska regeringen hade landet den 1 januari 1986 en befolkning på 15 520 839 invånare och befolkningstillväxten var 1985 0,3 procent per år. Den förväntade medellivslängden var 1984 67 år för män och 74 år för kvinnor. 26 procent av befolkningen var under 15 år och 17 procent av befolkningen var äldre än 60 år. För befolkningen som helhet fanns ett kvinnoöverskott som motsvarade 104 kvinnor per 100 män.
I början av 1986 var befolkningstätheten ungefär 121 personer per kvadratkilometer. Den tätast befolkade regionen var Mähren med ungefär 154 personer per kvadratkilometer. Motsvarande siffror för Böhmen var ungefär 120 och för Slovakien 106. Landets största städer och deras uppskattade befolkning var i januari 1986 följande: Prag 1,2 miljoner invånare; Bratislava 417 103 invånare; Brno 385 684 invånare; Ostrava 327 791 invånare; Košice 222 175 invånare samt Plzeň 175 244 invånare.

### Etniska grupper
1987 uppgick 63 procent av befolkning av tjecker, 31 procent var slovaker och sex procent tillhörde andra etniska grupper. Dessa övriga grupper var ungrare, ukrainare, polacker, tyskar och romer.
Under 1980-talet var ungrarna den största etniska gruppen förutom tjecker och slovaker. Dessa var främst bosatta i södra Slovakien och uppgick till 590 000 personer, motsvarande 11 procent av Slovakiens befolkning. Ungrarna blev en erkänd minoritetsgrupp 1968.
Före andra världskriget bodde det 3 miljoner tyskar i Tjeckoslovakien men till följd av den etniska rensning som skedde efter kriget återstod endast 165 000 tyskar. Andelen tyskar minskade successivt till följd av att unga tyskar assimilerades eller emigrerade västerut. Tyskarna blev en erkänd minoritetsgrupp 1968.
Polackerna uppgick till 71 000 personer 1984 och var främst bosatta i Ostrava vid gränsen mot Polen. Många polacker pendlade också till Tjeckoslovakien för att arbeta eller för att köpa konsumtionsvaror.
Antalet romer uppskattades under 1980-talet till mellan 250 000 och 400 000 personer. Två tredjedelar av romerna var bosatta i Slovakien där de motsvarade fyra procent av befolkningen. Romerna erkändes inte som en minoritetsgrupp 1968. Den officiella politiken gentemot romerna har varierat mellan att integrera dem i det övriga samhället och att isolera dem. 1958 blev det förbjudet för romerna att flytta från plats till plats. Under 1960-talet kom lagstiftning där syftet var att flytta bort romer där de var många till andra ställen. Under 1970- och 1980-talen inriktades politiken på att assimilera dem och att få in romer på den reguljära arbetsmarknaden.

### Urbanisering
Under 1800-talet fanns det en allmän rörelse från landsbygden till städerna i det som senare blev Tjeckoslovakien. Orsaken till detta står att finna i den snabba befolkningsökningen och utbyggnaden av järnvägarna. Den andel av befolkningen som bodde i städer med mer än 2 000 invånare ökade från 18 procent till 45 procent mellan 1843 och 1910. Särskilt snabb befolkningsökning hade de städer med en stor andel industrier; mellan 1828 och 1910 ökade Prags befolkning sjufalt, Plzens befolkning ökade trettonfalt och 1910 hade Ostrava 167 gånger så stor befolkning som ett århundrade tidigare. Migrationen till städerna fanns kvar under den första republiken men i ett lägre tempo.
Under den socialistiska perioden förändrades detta eftersom politiken från 1950-talet till 1980-talet inriktades på att balansera tillväxten över hela landet. Trots detta hade de sex största städerna 40 procent av den befolkning som bodde i städer med över 20 000 invånare. Samtidigt bodde 50 procent av befolkningen i tätorter med mindre än 10 000 invånare. Migrationen från landsbygden till städerna minskade under 1970-talet eftersom pendling från bostadsorten till arbetet var ett alternativ. Många anställde pendlade långa sträckor eller veckopendlade mellan arbetet och hemmet. För många anställda var pendling det enda alternativet då det var brist på bostäder på arbetsorten.

### Bostadsbrist
Tjeckoslovakien led av en kronisk bostadsbrist. Genom att jämföra antalet giftermål och antalet nybyggda bostäder mellan 1960 och 1975 visar statistiken att antalet giftermål per år översteg antalet nybyggda bostäder per år endast under ett år, 1975. Bostadsbristen var störst under 1960-talet när det fanns en nybyggd bostad på 10 giftermål. 1985 hade andelen ökat till 8,8 giftermål per 10 nybyggda bostäder. Detta sätt att mäta bostadsbristen tar inte hänsyn till skilsmässor, storfamiljer som tvingas leva tillsammans och behovet att ersätta äldre bostadshus med nya.
Ett skäl till bostadsbristen var den låga byggnadstakten för hyreslägenheter. Detta berodde på hög inflation, hög byggkostnad och låga hyror. 1985 var den genomsnittliga byggkostnaden för lägenheter var 2 523 tjeckoslovakiska kronor per kvadratmeter, medan genomsnittlig hyra (för sjunde året i rad) var 358 tjeckoslovakiska kronor. Byggandet av enfamiljshus var som störst 1977 då 40 107 hus byggdes men denna siffra sjönk till 29 608 stycken 1985. Det var möjligt att själv bygga ett bostadshus men det var svårt att skaffa arbetskraft och byggmaterial.

### Emigration
Det populäraste sättet att emigrera utomlands under 1980-talet var att köra bil till Jugoslavien och att därifrån ta sig vidare till Grekland, Österrike eller Italien. Av de som ansökte om tillstånd att emigrera hemifrån fick endast en liten andel detta. De formalia som krävdes för ett sådant tillstånd är något oklara men den som ville emigrera var tvungen att betala statsmakten för den utbildning man fått. Kostnaden varierade mellan 4 000 och 10 000 tjeckoslovakiska kronor beroende på utbildning och lön (genomsnittlig lön 1984 var 33 600 tjeckoslovakiska kronor). Den som ansökte om emigration förlorade troligen även sin anställning. De som hade varit politiskt aktiva inom oppositionen, till exempel de som undertecknade Charta 77:s krav, hade förhållandevis lätt att få tillstånd att emigrera men var tvungna att betala dyra avgifter, särskilt om de hade en universitetsexamen och de hade inte heller rätt att återvända.

## Ekonomi
Tjeckoslovakien var en planekonomi. Resultatet av den planerade ekonomin betydde att den tjeckoslovakiske konsumenten hade en avsevärt lägre levnadsstandard jämfört med konsumenter i länder i västra Europa men högre än andra länder i Östeuropa med undantag för Östtyskland.

## Kultur

### Film
Landets första filmer kom till 1898, och under stumfilmsperioden hade tjeckisk film en hygglig nivå. Betydande filmare var Gustav Machatý, Martin Frič och Otakar Vávra.
Pragateljéerna i Barrandov, som var bland de mest avancerade i Europa, möjliggjorde en kontinuerlig filmproduktion både under och efter andra världskriget. Det var dock först i samband med Pragvåren 1968 som den tjeckiska och även slovakiska filmens latenta konstnärliga möjligheter utnyttjades och blommade ut för fullt. Av de då uppmärksammade filmarna har senare många lämnat landet.

### Konst
Tjeckoslovakien kristnades från Rom och har sedan medeltiden tillhört den västeuropeiska kulturkretsen. På 1300-talet under kejsar Karl IV:s regering blev Böhmen ett europeiskt konstcentrum. Utländska konstnärer inkallades, däribland Peter Parler från Gmünd, som fortsatte den 1344 påbörjade gotiska S:t Veitsdomen i Prag. Epokens förnämsta profanbyggnad är kejsarborgen Karlov Týn med välbevarade väggmålningar.
Renässansen medförde en ny konstnärlig blomstring med italieninspirerade palats, främst i Prag, såsom lustslottet Belvedere (1536–1560). Några av barockens skönaste byggnader finns också i Prag, där främst familjen Dienzenhofer – Christoph och sonen Kilian Ignaz – utvecklade en rik och komplicerad ”pragbarock” i en rad kyrkor.
Bland de få konstnärer som under senare århundraden väckt internationellt intresse märks skulptören Jan Štursa under 1900-talets tidigare del samt František Kupka, verksam i Paris, som en av det abstrakta måleriets pionjärer.
Den tjeckiske konstnären Vincenc Morstadt (1802–1875) uppskattades av både samtid och eftervärld för sina många akvareller, teckningar och gravyrer från Prag och dess omgivningar, publicerade i album. Det så kallade vedutamåleriet, topografiska skildringar av städer och landskap upplevde sin sista blomstring i hans unga år, före fotografiets genombrott.

### Musik
Böhmen-Mähren har i århundrade haft en central plats i europeiskt musikliv. I Slovakien har betydande konstmusik uppstått i senare tid. En rik folkmusikskatt finns i alla tre provinserna. Gregoriansk sång och andlig folkvisa blomstrade under medeltiden. Vokalpolyfoni skrevs främst av Jacob Handl-Gallus (1550–1591) och nederländaren Filipp de Monte (1521–1603). Bohuslav Černohorský (1684–1742), Josef Seeger (1716–1782) och František Xaver Brixi (1732–1771) skrev orgel- och vokalmusik. Johann Stamitz och Franz Xaver Richter (1709–1789) blev Mannheimskolans första mästare.
En tjeckisk nationalstil grundades av Bedřich Smetana, följd av Antonín Dvořák. Josef Bohuslav Foerster (1859–1951), Josef Suk och Vítězslav Novák kan räknas som senromantiker. Internationell betydelse har senare främst Leoš Janáček och Bohuslav Martinů fått. Bland andra Alois Hába, Klement Slavický och Petr Eben representerar olika nyare riktningar. En progressiv grupp är Hubda dveska (Vår tids musik).
Bland slovakiska tonsättare märks Ján Levoslav Bella (1842-1936) med mässor och vokalverk samt Eugen Suchoň med bland annat sceniska verk. Violinisten Jan Kubelík, hans son dirigenten Rafael Kubelík och dirigenten Václav Talich och Václav Neumann är berömda representanter för sitt land.
Tjeckiska filharmonin (grundad 1894) hör hemma i ”Artisternas hus” (Rudolfinum) i Prag, där statskonservatoriet och akademin finns. Pragoperan, Nationalteatern, grundades 1862. Tylteatern har traditioner sedan Wolfgang Amadeus Mozarts tid och lyriska scener finns i flera städer liksom symfoniorkestrar. Böhmiska kvartetten och Smetanakvartetten är berömda ensembler och körtraditionen är stark i hela landet.

### Sport
Tjeckoslovakiens herrlandslag i ishockey vann 6 VM-guld.
Tjeckoslovakiens herrlandslag i fotboll vann EM 1976 och OS-guld 1980 samt var VM-tvåa vid 1934 och 1962.
Emil Zátopek var en framgångsrik löpare på 1950-talet, och vann 4 OS-guld i friidrott.
I tennis hade landet under 1980-talet framgångar med spelare som Ivan Lendl, Miloslav Mečíř och Martina Navrátilová, vilka var födda i Tjeckoslovakien.